# Common ISDN Application Programming Interface
CAPI (ang. Common ISDN Application Programming Interface) – programowy interfejs pomiędzy systemem operacyjnym komputera a urządzeniem ISDN.
CAPI występuje w 2 odmianach:
- CAPI 1.1
- CAPI 2.0

Interfejs CAPI 1.1 został opracowany dla stosowanego w Niemczech protokołu sygnalizacyjnego 1TR6 
(niem. Technische Richtlinie Nr. 6). Standard CAPI 1.1 opublikowano po raz pierwszy w 1990 roku. 
Gdy 1TR6 zaczął być zastępowany przez standard DSS1, konieczne okazały się zmiany dostosowujące w CAPI. 
Przykładowo, w adresowaniu urządzeń końcowych numer EAZ (niem. Endgeräteauswahlziffer) został zastąpiony przez MSN.
Doprowadziło to do powstania CAPI 2.0. 
CAPI działa na zasadzie wymiany komunikatów pomiędzy sterownikiem urządzenia a programem użytkowym. Format i protokół wymiany komunikatów jest niezależny od systemu operacyjnego. CAPI określa również sposoby realizacji wymiany komunikatów dla wybranych systemów operacyjnych.
CAPI jest dostarczane przez producenta urządzenia ISDN.